# ریکاردو دو مونتروئیل
ریکاردو دو مونتروئیل (انگلیسی: Ricardo de Montreuil؛ زادهٔ ۱۷ مهٔ ۱۹۷۴) کارگردان فیلم، تهیه‌کننده فیلم، و فیلم‌نامه‌نویس اهل پرو است.

## فیلمشناسی
- همسر برادرم
- مانکورا